# Hippopotamus pentlandi
Hippopotamus pentlandi, o ippopotamo nano della Sicilia, è un ippopotamo estinto vissuto in Sicilia. Arrivò dall'Africa durante il Pleistocene, con la crisi di salinità del Messiniano. È il più grande tra gli ippopotami nani insulari finora noti che vissero durante il Pleistocene nel bacino del Mediterraneo, con un peso fino a circa 300 kg. Era presente in Sicilia almeno alla fine del Pleistocene Medio, circa 120 000 anni fa.